# Список латинських висловів
Латинські вислови — сталі вирази мови стародавніх римлян, що вживаються до цього часу в багатьох мовах світу, а також відомі новотвори, що їх наслідують. Список складений в алфавітному порядку для латинських виразів з наведенням українського перекладу. Багато латинських крилатих висловів увійшло до української мови. Деякі з них зукраїнізовано, деякі уживано тільки в латинських відмінах: упродовж XVI—XVIII століть значна частина української літератури створювалася саме латинською мовою.
Частина латинських висловів у поданому нижче списку має суто український відтінок, бо їх ужито в українських віршах. Так, наприклад, відомий вірш Івана Франка має назву «Vivere memento» — «пам'ятай, що живеш». Цю фразу утворено аналогічно до латинської «Memento mori» — «пам'ятай про смерть». Аналогічним чином, Леся Українка вживає «Contra spem spero» («Без надії сподіваюсь»), тоді як латинський крилатий вираз «Dum spiro, spero» («Поки дихаю, сподіваюсь», Овідій).

## A
- A dato — з дня підпису; від зазначеного в документі дня (wikt:а-дато)
- A posteriori — після досвіду
- A priori — до досвіду
- Ab amicis honesta petamus — тільки у друга треба питати правди (Цицерон)
- Ab esse ad posse valet, a posse ad esse non valet consequentia — з дійсності можна зробити висновок про можливості, з можливостей про дійсність зробити висновків не можна
- Ab imo pectore — від щирого серця
- Ab incunabulis — з колиски
- Ab initio — з першооснов, з початку
- Ab ovo — з самого початку
- Ab urbe condita[1] чи anno urbis conditae (AUC або AVC) — від закладення міста (Рима)
- Abeunt studia in mores[2] — звичка формує характер
- Absit iniuria verbis — нехай слова не ранять (досл. «нехай образа буде далека від [моїх] слів»)
- Acquirit qui tuetur — здобуває той, хто захищає — девіз Військово-повітряної бази Ватерклооф повітряних сил ПАРу
- Acta est fabula — виставу завершено
- Acta, non verba — діла — не слова
- Ad absurdum — від супротивного
- Ad Calendas Graecas — до грецьких календ (відповідає «після дощику в четвер», «коли рак свисне», «на турецький Великдень», «на китайську Паску» та ін.)
- Ad exemplum — за зразком
- Ad fontes — до джерел
- Ad hoc — для цього (випадку)
- Ad hominem — стосовно до людини (argumentum ad hominem — доказ, що ґрунтується не на об'єктивних даних, а розрахований на почуття того, кого переконують)
- Ad honorem — заради честі; за честь
- Ad ea debeat adaptari jus, quae frequenter eveniunt — прав. Право повинно бути пристосовано до тих випадків, що зустрічаються часто
- A die — від цього дня
- Ad impossibilia nemo tenetur[3] — ніхто не зобов'язаний робити неможливе
- Ad infinitum — без кінця, без кінця-краю
- Ad libitum — вільно (театр, музика); як завгодно, за бажанням, на вибір
- Ad litteram — буквально
- Ad maiorem Dei gloriam (AMDG) — все для слави Господа[a]
- Ad modum — на взір; на зразок; подібно
- Ad multos annos — на довгі роки
- Ad nauseam — до нудоти, до відрази
- Ad notam — до відома; ad notanda — слід взяти до уваги; ad notate — примітка
- Ad patres — (піти) до праотців, померти
- Ad rem — до справи, ясно
- Ad unguem — до досконалості (досл. «до нігтя»)
- Ad usum — до вживання (ad usum internum — для внутрішнього вживання)
- Ad valorem — за вартістю, відповідно до ціни
- Ad vocem — до речі зауважити
- Aegroto dum anima est, spes est — поки є життя, є надія; поки живу, доти надіюся
- Aequo animo[4] — байдуже; спокійно
- Aes non olet — гроші не пахнуть (Веспасіан)
- Alea iacta est — гральну кістку кинуто, жереб кинуто (Гай Юлій Цезар)
- Alta alatis patent — небо для тих, хто має крила
- Alma mater — «мати-годувальниця» (стосовно університету, у якому навчався)[b]
- Alter ego — інша сутність
- Amat victoria curam — перемога любить підготовку; перемога любить старанність
- Amicus Plato, sed magis amica veritas — мені дорогий Платон, але істина ще дорожча; правда понад усе (досл. «друг Платон, але більша подруга — істина») (Арістотель)
- Amor et deliciae humani generis — любов і відрада роду людського
- Amor fati — любов до долі
- Amor vincit omnia — любов перемагає все
- Amor patitur moras — кохання терпить зволікання — гасло клану Ламсден
- Amor tussisque non celantur[5] — «кохання і кашель не можна приховати»; «любов, як кашель, — не приховаєш»
- Anima mundi — «душа світу»[6]
- Animus in consulendo liber — у раді дух вільний (Гай Саллюстій) — девіз НАТО[7]
- Aquila non capit muscās — орел не полює на мух
- Argumentum ad hominem — аргумент спрямований на людину (досл. «перехід на особистості»)
- Argumentum ad Ignorantiam — аргумент від невігластва
- Argumentum ad temperantiam — звернення до помірності (також — принцип «золотої середини» або принцип середнього шляху)
- Ars longa vita brevis — життя коротке, мистецтво вічне (Гіппократ)
- Audere est facere[8] — «наважитися — значить зробити»
- Aurea mediocritas — золота середина (Горацій)
- Aurora borealis — полярне сяйво
- Aurora musis amica — Аврора — подруга муз. Фраза передбачає, що ранковий час найбільше спонукає до занять мистецтвами та науками
- Aut agere aut mori — або дія, або смерть; дій або помри — гасло клану Барклай
- Aut Caesar, aut nihil — або все, або нічого (досл. «або Цезар, або ніщо»)
- Ave, Caesar, morituri te salutant або Ave, Imperator, morituri te salutant — здрастуй, Цезарю (Імператоре), приречені на смерть вітають тебе
- Ad profundis — з низу

## B— C
- Barba non facit philosophum — борода не робить філософом [людину]
- Beatus vir[en] — «Блажена людина, яка…» — перші слова в латинській Біблії, як першого, так і 111-го псалмів
- Beatus ille, qui procul negotiis — блаженний той, хто далеко від справ (Горацій)
- Bellum omnium contra omnes — війна всіх проти всіх (Томас Гоббс)
- Bene qui latuit, bene vixit — добре прожив той, хто добре заховався (Овідій)
- Bis repetita placent — двічі повторене сподобається (Горацій)
- Bona fides — юрид. — чесні засоби, добрі послуги, сумлінність
- Caedite eos. Novit enim Dominus qui sunt eius. — «убивайте всіх, Господь своїх упізнає» — фраза, яку, за повідомленнями, виголосив командувач Альбігойського хрестового походу перед різаниною в Безьє 22 липня 1209 року[9]
- Carpe diem — «лови день», або «carpe diem, quam minimum credula postero» — «лови день, довіряючи якомога менше майбутньому» (Горацій)
- Carthago delenda est — «Карфаген має бути зруйновано»; «а поза тим вважаю, що Карфаген потрібно зруйнувати» — фраза, якою консул Марк Порцій Катон Старший нібито закінчував будь-який свій виступ в Сенаті[10]
- Casus belli — привід для війни
- Casus foederis — випадок союзу, колективна самооборона
- Causa sui — причина самого себе
- Cave canem — остерігайся собаки (напис на попереджувальних знаках часів Стародавнього Риму[11])
- Cessante ratione legis, cessat lex ipsa[12] — коли зникає причина для закону, зникає і сам закон
- Ceteris paribus — за інших рівних умов
- Citius, altius, fortius — швидше, вище, сильніше
- Civis romanus sum — я громадянин Римської імперії
- Cogito, ergo sum — я усвідомлюю, отже я існую[13]; я мислю, а отже існую (Рене Декарт, «Міркування про метод»)
- Concordia parvae res crescunt, discordia maximae dilabuntur — злагодою малі держави зміцнюються, від розбіжностей найбільші розпадаються (Гай Саллюстій)
- Consuetudo est altera lex[14] — звички — другий закон
- Consumor aliis inserviendo — світячи іншим, згораю сам; служачи іншим, марную себе
- Contra Gracchos Tiberim habemus — проти Гракхів у нас є Тибр
- Corpus delicti, множ. corpora delicti — предмет злочину
- Credo ut intelligam — вірю, щоб зрозуміти[15]
- Contra spem spero! — без надії сподіваюсь! — вірш Лесі Українки й творче кредо поетеси.
- Cui bono?[16] — кому на користь?; у чиїх інтересах, кому вигідно?
- Cuius regio, eius religio — чия влада, того й віра
- Cum hoc ergo propter hoc — водночас, разом із цим, отже, унаслідок цього (у значенні хибної кореляції)
- Cum tacent, clamant — красномовне мовчання, (досл. «коли мовчать, кричать») (Цицерон)
- Cunctando restituit rem — зволіканням урятував становище (справу)
- Cura te ipsum — вилікуй самого себе; вилікуйся сам, перш ніж лікувати інших (досл. «зціли самого себе»)[17] (біблеїзм)
- Curriculum vitae (CV) — перебіг життя, резюме

## D— H

Герб Оксфордського університету з текстом «Dominus illuminatio mea»

- Damnatio memoriae — прокляття пам'яті
- Damnatio ad bestias — цькування хижаками
- Debes, ergo potes — мусиш, значить можеш[18]
- De gustibus non est disputandum[19] або de gustibus non disputandum est — у питаннях смаку не може бути суперечок
- Deus ex machina — Бог з машини
- Deus vult — цього хоче Бог
- de jure — юридично, у принципі
- de facto — фактично, на практиці
- De minimis non curat lex — Закон не турбується про дрібниці
- Dimidium facti, qui coepit, habet — «початок — половина справи»
- Divide et impera[c] — розділяй і володарюй
- Dixi — я все сказав
- Docendo discimus[20] — «навчаючи — вчимося»[d]

- Dominus illuminatio mea[22] — «Господь — моє світло»[e]
- Ducunt volentem fata, nolentem trahunt — Охочого доля веде, небажаючого — тягне
- Dum spiro spero[23] — поки дихаю, сподіваюся[f]
- Dura lex sed lex[24] — закон суворий, але [він] закон
- Dulce et decorum est pro patria mori[25] — солодко і почесно вмерти за батьківщину; вмирати за свою країну приємно і правильно
- E pluribus unum — «З багатьох — єдине» (Цицерон)[g]
- Eo ipso — цим самим
- Epicuri de grege porcus — порося зі стада Епікура (Горацій)
- Erit sicut cadaver — «буде подібний трупу» [якому можна надати будь-яке положення] — вираз повної та беззаперечної покори (Ігнатій Лойола, засновник Єзуїтського ордену, про форму покори волі Господа)
- Errare humanum est[26] — людині властиво помилятися
- Esse oportet ut vivas; non vivere ut edas[27][28] — треба їсти, щоб жити, а не жити, щоб їсти[h]
- Est modus in rebus[30] — всьому є межа; все має свою міру
- Et tu, Brute? — «І ти, Бруте?» — Походить з п'єси Вільяма Шекспіра «Юлій Цезар», де римський диктатор Юлій Цезар у момент свого вбивства звертається до свого друга Марка Юнія Брута, впізнавши його як одного з виконавців вбивства
- Ex aequo et bono — прав. за добром і справедливістю
- Ex cathedra — з кафедри, з амвона (тобто — незаперечно, офіційне)
- Ex fructu arbor agnoscitur[31] — за плодом пізнається дерево[32] (біблеїзм)
- Ex opere operato — у силу вчиненої дії (або — самим фактом, що дія відбулася)
- ex vivo — поза живим організмом
- Experto crede — вір досвідченому
- Fallacia accidentis — помилка внаслідок змішування суттєвого з випадковим
- Fas est et ab hoste doceri[33] — правильно вчитися навіть у ворога; навчатися дозволено й у ворога (Овідій)
- Feci quod potui, faciant meliora potentes — я зробив, що міг, хай інші зроблять краще
- Festina lente — прислів'я і оксиморон — поспішай повільно
- Felix, qui potuit rerum cognoscere causas[34] — щасливий той, хто зміг пізнати істину речей
- Fiat justitia et pereat mundus[35] — нехай здійсниться правосуддя і загине світ; нехай здійсниться правосуддя, хоч би загинув світ
- Finis coronat opus[36] — кінець вінчає справу («кінець справі вінець»)
- Falsus in uno, falsus in omnibus — брехливий в одному, брехливий у всьому
- Gutta cavat lapidem[37] — крапля довбає камінь
- Gratia non tollit naturam, sed perficit[38] — «благодать не усуває природу, а наповнює її»
- Hannibal ante portas — ворог біля воріт, війна стукає у двері (досл. «Ганнібал біля воріт») (Цицерон)
- Hic Rhodus, hic salta — тут Родос, тут стрибай
- Hic sunt dracones — небезпечні або недосліджені території (досл. «тут живуть дракони»)
- Homo homini lupus est — людина людині вовк
- Homo locum ornat, non hominem locus — людина прикрашає місце, а не місце людину
- Homo novus — нова людина
- Homo sum — я людина
- Homo sum et nihil humani а me alienum puto — я людина, і ніщо людське мені не чуже
- Horror vacui — страх порожнечі

## I— L
- ibidem — те ж місце
- idem — те ж
- Ignorantia juris non excusat — незнання закону не вибачається (кожен вважається таким, що знає закони)
- Ignorantia non est argumentum — незнання — не аргумент
- Ignoramus et ignorabimus[39] — ми не знаємо і не дізнаємося
- Imago animi vultus est — обличчя — дзеркало душі (Цицерон)
- Imperare sibi, maximum imperium est — володіння над собою — найбільше з володінь
- in dubio pro reo — «коли є сумнів, вирішувати на користь обвинуваченого»
- In hoc signo vinces — із цим знаком переможеш
- In medias res — всередину речей, у саму суть справи (Горацій)
- In varietate concordia — єдність у різноманітті — девіз Європейського Союзу
- In nomine Domini — во ім'я Господа
- In pectore — у серці, у таємниці
- in silico — «у кремнії». У природничих науках, експеримент in silico — це експеримент, якщо проводиться на комп'ютері або шляхом цифрового моделювання
- in situ — на місці
- in utero — у матці
- In vino veritas in aqua sanitas — істина у вині, здоров'я у воді
- in vitro — у пробірці
- in vivo — на живому організмі
- Incertae sedis — невизначеного положення
- INRI, акронім «Iesus Nazarenus Rex Iudaeorum» — «Ісус Назарянин, Цар Юдейський» (біблеїзм, засвідчений у всіх чотирьох Євангеліях)
- Intelligo, ut credam — розумію, щоб вірити (на противагу Credo, ut intelligam)
- Inutile terrae pondus — марний тягар землі
- Ipse dixit — сам сказав
- Ipse se nihil scire id unum sciat, scio me nihil scire або scio me nescire — я знаю, що я нічого не знаю (приписується Сократу)[40]
- Ipso facto — у силу самого факту; тим самим
- Ipso jure — у силу закону
- Jus sacrum — сакральне право (також jus divinum — божественне право[41])
- Ius ad bellum — право на ведення війни, право війни
- Labor omnia vincit — праця все перемагає
- Lapsus — падіння, помилка, ляп
- Laudetur Jesus Christus — слава Ісусу Христу
- Littera scripta manet — написане залишається
- Litteris et artibus — «науками й мистецтвом»[i][j]
- Lupus non mordet lupum — вовк не кусає вовка
- Lux aeterna — вічне світло (епітафія)
- Lux in tenebris — світло в темряві
- Lex mercatoria — «закони торгівлі»[42] (метод недержавного регулювання відносин між учасниками комерційних відносин)
- Luris praecepta sunt haec: honeste vivere, alterum non laedere, suum quique tribuere[43] — прав. «суть приписів права така: чесно жити, не шкодити іншому, кожному віддавати належне йому»

## M— R
- Magnum opus — головний твір

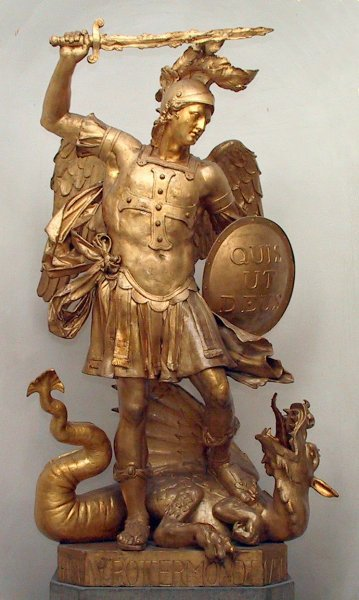
Статуя Архангела Михаїла, який вбиває дракона (синонім сатани). На щиті напис: «Quis ut Deus». Коридор у штаб-квартирі колишнього Військового ордену Святого Михаїла в палаці виборців (тепер головна будівля Боннського університету, Німеччина)

- Maior erit lex, quam Rex — закон більший за короля (Станіслав Оріховський)
- Mala herba cito crescit — погана трава (бур'ян) швидко росте
- Malum in se — зле (дія або вчинок) за своєю природою
- Malum prohibitum — зле (дія або вчинок) внаслідок заборони в суспільстві
- Manu facta, manu destrui — рукою збудоване, рукою зруйнується (Богдан Хмельницький)
- Manu propria — власною рукою
- Manus manum lavat — рука руку миє
- Mappa mundi — карта світу
- Mea culpa — моя провина
- Medicus curat, natura sanat або natura sanat, medicus curat morbus — медицина лікує, природа зцілює
- Memento mori — пам'ятай про смерть; пам'ятай, що [доведеться] вмирати
- Mens sana in corpore sano — у здоровому тілі — здоровий дух
- Modus operandi — метод дії
- Modus ponens — метод, що підтверджує
- Modus tollens — спосіб, що заперечує — формальна назва для доведення від супротивного
- Modus vivendi — спосіб життя
- Ne quid nimis[44] — нічого зайвого
- Ne supra crepidam, повн. ne supra crepidam sutor iudicaret — хай чоботар не судить далі крепіди — в сенсі «не суди про те, чого не знаєш»
- Nemo me impune lacessit — ніхто не зачепить мене безкарно[k]
- Nic mortui vivunt et muti loguuntur — тут мертві живуть, і німі розмовляють (писали при вході у бібліотеку)
- Nihil novi — нічого нового
- Nil Satis Nisi Optimum — тільки найкраще достатньо добре
- Nomen dubium — термін для назви, застосування якої до певного таксона неясне або сумнівне
- Non progredi est regredi — не йти вперед, означає йти назад
- Non nobis solum (non nobis, sed omnibus) — не лише для себе (не лише для себе, але для всіх) (Цицерон)
- Non scholae, sed vitae discimus — вчимося не для школи, а для життя
- Nosce te ipsum — пізнай самого себе
- Noli me tangere — не торкайся до мене — біблеїзм, слова Ісуса Марії Магдалині після свого воскресіння[45]
- Nota bene  (NB, n.b. чи {\displaystyle \mathrm {N} \!\!\mathrm {B} }) — зауваж, зверни увагу, візьми на замітку, запам'ятай
- Novus ordo seclorum — новий порядок віків, нова ера[l]
- Nomina sacra[en], одн. nomen sacrum — «священне ім'я»
- Nulla dies sine linea — жодного дня без рядка
- Nulla est doctrina sine lingua Latina — немає жодної науки без латини
- Nulla poena sine lege — немає злочину і покарання без наперед установленого закону
- Op. cit. — скорочення з лат. opus citatum або opere citato — цитована праця, у процитованій праці
- O sancta simplicitas — о, свята простота
- O tempora, o mores! — о, часи, о, звичаї!
- Omne vivum ex ovo — усе живе з яйця
- Omnia mea mecum porto — все своє ношу з собою (Цицерон)
- Ora et labora — молись і працюй
- Orbis terrae — куля Землі
- Panem et circenses — хліба та видовищ (Ювенал)
- Pacta sunt servanda — договорів треба дотримуватись
- Patriae decori civibus educandis — «Освічені громадяни — окраса Батьківщини»[m]
- Pecunia non olet — гроші не пахнуть (Веспасіан)
- Per aspera ad astra — крізь терня до зір; через терни до зірок[46]; крізь труднощі до зірок
- Per fas et nefas — усіма дозволеними чи недозволеними засобами
- Per me reges regnant[47] — через мене царюють Царі (про мудрість, біблеїзм)
- perpetuum mobile — вічний двигун
- Pertransiit benefaciendo — ходив він, добро чинячи[48] (біблеїзм)
- Post factum — після зробленого (після того, як що-небудь вже сталося, відбулося)
- Post scriptum (P.S. або PS) — «після написаного» — приписка до закінченого і підписаного листа
- Praemonitus, praemunitus — хто попереджений, той озброєний
- Primum non nocere[49] — найперше — не зашкодь; передовсім, не спричини [хворому] шкоди
- Primus inter pares — перший серед рівних
- Pro bono — для публічного добра
- Pro Fide, Lege et Rege — за Віру, Закон і Короля
- Qualis artifex pereo[50] — «який артист гине»
- Qui pro quo — щось за щось
- Quid est veritas?[en] — «що є істина?» риторичне питання Понтія Пілата[51] (біблеїзм)
- Quod scripsi, scripsi — «що написав — те написав» — відповідь Пилата на прохання змінити напис на хресті Ісуса «Цар Юдейський»/INRI[52] (біблеїзм)
- Quo Vadis? — куди прямуєш?; камо грядеши? (біблеїзм)
- Quod erat demonstrandum (Q.E.D.) — що й доводилося; що і треба було довести — традиційно абревіатура ставиться в кінці математичних доведень і філософських аргументів у друкованих виданнях, щоб вказати, що доведення або аргумент завершено
- Quod licet Iovi, non licet bovi[53] — те, що личить Юпітеру, не личить бикові
- Quō ūsque tandem abūtere, Catilīna, patientiā nostrā? — як довго, Катиліно, будеш зловживати нашим терпінням? (орація Цицерона)
- Quis custodiet ipsos custodes? — «хто застереже самих сторожів?»; «хто спостерігає за самими спостерігачами?»[54]
- Quis ut Deus? (або Quis sicut Deus?) — «хто як Бог?», «хто [подібний] до Бога?» — дослівний переклад імені Михаїл (івр. מִיכָאֵל), асоціюється з архангелом Михаїлом
- Repetitio est mater studiorum — повторення — мати навчання

## S— V
- Salus populi suprema lex esto[55] — благо народу — найвищий закон
- Sapere aude — зважся на свою думку, ризикни дізнатись (Горацій)
- Sapienti sat — розумному досить[56], «розумний зрозуміє»
- Sapiens dominabitur astris — мудрий пануватиме серед зірок; часто — мудрий пануватиме над зірками[57][n]
- Scientia potentia est, scientia est potentia, scientia potestas est — «знання — сила» (часто приписується Френсісу Бекону)
- Sede vacante — при вакантному троні, при вакантному престолі
- Semper fidelis — завжди вірний
- si vis pacem, para bellum — якщо хочеш миру, готуйся до війни
- sic — так, таким чином, саме так
- Sine qua non[58], conditio sine qua non — [умова], без якої воно не може бути, без якої [не буде] нічого
- sine ira et studio — без гніву і пристрасті (слова Тацита); без упередженої думки[o]
- sic transit gloria mundi — так проходить мирська (людська) слава
- Societas delinquere non potest — товариства (юридичні особи) не можуть вчиняти злочинів
- status quo — теперішнє становище
- status quo ante — становище напередодні
- status quo ante bellum — становище, що було перед війною
- Sub rosa — у таємниці, «під трояндою»
- Sui generis — своєрідний, єдиний у своєму роді
- Sui iuris — свого права
- Suum cuique — кожному своє, будь-кому своє, кожному за його заслугами
- Tabula rasa — чиста дошка
- Taedium vitae[59] (мед.) — втома від життя; відраза до життя
- Temet nosce — пізнай самого себе
- Terra incognita — невідома земля
- Terra nullius — нічия земля
- Tu quoque — і ти також, а сам який
- Ubi panis ibi patria — де хліб, там батьківщина
- Ubi pus, ibi incisio et evacua — де є гній, там потрібно провести розріз і усунути гній
- Unus pro omnibus, omnes pro uno — один за всіх і всі за одного[p]
- Urbi et Orbi — місту (Риму) та світу
- Ut est rerum omnium magister usus[60][61] — досвід всьому вчитель
- Ut sementem feceris, ita metes — що посієш, те й пожнеш (Цицерон)
- Vos estis sal terrae — «Ви сіль землі» (висловлювання Ісуса[62], біблеїзм)
- Vae victis — горе переможеним (Бренн, вождь сенонів)
- Veni vidi vici — прийшов, побачив, переміг
- Verba volant, scripta manent — слова відлітають, написане залишається
- Verus amicus cognoscitur amore, more, ore, re — друг пізнається в любові, звичаї, розмові, справі
- Veto — заборона
- Via et veritas et vita — «дорога, і правда, і життя»[63] (біблеїзм)
- Vivere memento — пам'ятай, що живеш (назва вірша Івана Франка, похідна від memento mori)
- Vincit qui patitur — той, хто страждає, перемагає[q]
- Vox populi vox Dei — голос народу — голос Божий
- Viribus Unitis — спільними силами
- Vivere militare est — жити — значить боротися